# Magyar Törvények Grill-féle Füzetes Kiadása
A Magyar Törvények Grill-féle Füzetes Kiadása egy 20. század első negyedében megjelent magyar jogi könyvsorozat. A Budapesten 1912 és 1919 között a Grill Károly Könyvkiadó Vállalata gondozásában megjelent kötetek a következők voltak:
- 1. Az új magyar váltótörvény és a nemzetközi egyezmény a vonatkozó joganyaggal és joggyakorlattal. 6. kiad.VIII, 88 l.
- 1c. 1876: XXVII. t.-c. Váltótörvény, valamint az új magyar váltótörvény és a nemzetközi egyezmény a vonatkozó joganyaggal és joggyakorlattaI. 6. kiad. 184 l.
- 2. Csődtörvény. (1881: XVII. t.-c) A vonatkozó joganyaggal és joggyakorlattal ellátta: Pap Dávid–Sándor Aladár. 6. kiad. 1914. 133 l.
- 3. Kereskedelmi törvény. (1875 XXXVII. t.-c.) Ismerteti: Pap Dávid–Sándor Aladár. 6. kiad. 1914. 394 l.
- 5. A gazdasági és ipari hitelszövetkezetekről. (1898: XXIII. t.-c) Magyarázta: Pap Dávid–Sándor Aladár. 6. kiad. 1914. 31 l.
- 6. Vasúti üzletszabályzat és a berni egyezmény. Magyarázta: Pap Dávid–Sándor Aladár. 6. kiad. 1914. 240 l.
- 7. Tőzsdei szokások. Magyarázta: Sándor Aladár–Pap Dávid. 6. kiad. 1914. 94 l.
- 8. Ipartörvény. (1884: XVII. t.-c.) A vonatkozó. joganyaggal és joggyakorlattal ellátta: Pap Dávid. 159 l.
- 9–25. ?
- 26. Az ipari és kereskedelmi alkalmazottaknak betegség és baleset esetére való biztosításáról. (1907: XIX. t.-c.) Magyarázta: Pap Dávid–Sándor Aladár. 6. kiad. 1914. 267 l.
- 27. Az 1912: VII. törvénycikk. Egyes igazságügyi szervezeti és eljárási szabályok módosítáaásól. Indoklással, jegyzetekkel és utalásokkal ellátva. 1912. [4] 73 l.
- 28. A polgári perrendtartás (1911 . I t.-c.) életbeléptetéséről szóló törvények. Jegyzetekkel ellátta: Térfi Gyula. 1912. 104 l.
- 29. Az új nyugdíjtörvény. 1912: LXV. t.-c. Jegyzetekel ellátta:. Grecscák Károly. 1913. [4] 210, V l.
- 30. Sajtótörvény és életbeléptetési rendelet. [Klny. az Anyagi büntetőtörvénykönyvből.] 1914. [6] 63 l.
- 31[a] 1914: XIII. törvénycikk. Az esküdtbíróság előtti eljárásra és a semmiségi panaszra vonatkozó rendelkezések módosításáról. 1914. 39 l.
- 31[b] Edvi Illés Károly: Az esküdtbíróság előtti eljárásra és a semmiségi panaszra vonatkozó rendelkezések módosításáról szóló törvény magyarázata. 1914: [2] 65 l.
- 32. U. az: A fiatalkorúak bíróságáról szóló törvény magyarázata. 1914. IV. 67 l.
- 33a. Törvény a becsület védelméről, továbbá a hatóságok büntetőjogi védelméről. 1914. 51 [l] l.
- 33b. A hatóságok és a becsület büntetőjogi védelméről szóló 1914: XL. és XLI. törvénycikkek. Magyarázó jegyzetekkel ellátta: Edvi Illés Károly. 1915. 25 l.
- 34. A választási törvények és rendeletek teljes gyüjteménye. Jegyzetekkel ellátott kiadás. IV. 187 l.
- 35. Az egységes bírói és ügyvédi vizsgáról szóló 1913: LIII. t.-c.
- 36. A törvénykezési illetékekről szóló 1914: XLIII. t.-c. 1915. IV. 59 l.
- 37. A polgári perrendtartás és az életbeléptető törvény alapján kiadott rendeletek (az ügyviteli rendeletek kivételével). Összeállította: Térfi Gyula. 1915. V, 264 l.
- 38. A vízjogról (1885: XXIII. t.-c), valamint a vízjogról szóló törvény kiegészítéséről és módosításáról szóló 1913: XVIII. t.-c. 118 l.
- 39.  1912: LXIII. t.-c. A háború esetére szóló kivételes intézkedésekről – 1915: XVIII. t.-c. A hazaárulók vagyoni felelősségéről. – 1915: XIX. t.-c. A hadviselés érdekei ellen elkövetett bűncselekmény, különösen a hadiszállítások körül elkövetett visszaélések megtorlásáról. – A gyorsított bűnvádi eljárás szabályai. 100 l.
- 40. A csődönkívüli kényszeregyességróI és a csődtörvény egyes rendelkezéseinek módosításáról szóló 1916 ; V. t.-c., valamint A csődön kívüli kényszeregyességi eljárásról szóló rendelet. Magyarázatokkal ellátta: Bedő Mór. 1916. [4] 119 l.
- 41. 1916: IX. t.-c. Az árdrágító visszaélésekről és az arra vonatkozó 4207/1915. M. E. sz. rendelet. 1916: IV. t.-c. A háború esetére szóló kivételes intézkedésekről alkotott törvények újabb kiegészítéséről. – 1912: LXVIII. és LXIX. t.-c. a hadiszolgáltatásról, valamint a lovak és járművek szolgáltatásáról. – 1914: L. t.-c. A kivételes törvények kiegészítéséről. 1916. IV, 106 l.
- 42. A jövedéki kihágások eseteiben követendő büntető bírósági eljárás szabályainak megállapítása tárgyában hozott 800/1916. I. M. sz. és 900/116. M. E. sz. rendelet. Jegyzetekkel és magyarázatokkal. 1916. [4] 35 l.
- 43. A hadinyereségadóról és vagyonadóról szóló 1916: XXIX. és XXXII. t.-c. Magyarázó jegyzetekkel ellátta: Klug Emil. 91 l.
- 44. A bélyeg- és illetékekre vonatkozó törvények és szabályok némely rendelkezéseinek módosításáról szóló 1916: XXVII. t.-c. Magyarázó jegyzetekkel ellátta: Klug Emil. 30 l.
- 45. Lénárt Albert: Az 1919: XVIII: néptörvény a földmívelő nép földhöz juttatásáról és az arra vonatkozó eddig megjelent rendeletek. 1919. 105 l.
- 46. Nagy Dezső: Az érvényben levő lakbérleti rendeletek magyarázata. Az összes rendeletek szövegével. 1919. 78 l.